# Guillaume Stanislas Marey-Monge
Pour les articles homonymes, voir Marey (homonymie) et Monge.
Guillaume Stanislas Marey-Monge, comte de Péluse,, communément appelé Stanislas Marey, né le 30 pluviôse an IV, (19 février 1796) à Nuits (Côte-d'Or) et mort le 15 juin 1863 à Pommard (Côte-d'Or), est un général et homme politique français, grand-croix de la Légion d'honneur.
Officier général ayant joué un rôle important lors de la conquête de l'Algérie, notamment dans l'organisation du corps des spahis, il est plusieurs fois candidat malheureux à la Chambre des députés (Monarchie de Juillet) avant d'être « élevé au Sénat » sous le Second Empire.
Il est le petit-fils de Gaspard Monge et l'aîné des sept enfants du conventionnel Nicolas-Joseph Marey, qui meurt en 1818, laissant une fortune considérable à sa famille.

## Biographie

### Jeunesse
Stanislas Marey entre à l'École polytechnique en 1814 ; il prend part à la défense de Paris, en 1815, et est licencié avec tous les élèves en 1816.
En 1817, il profite de l'autorisation donnée aux anciens élèves de concourir pour les services publics, et entre, le 17 octobre 1817, comme élève sous-lieutenant à l'École d'application de l'artillerie et du génie (Metz) ; il est le premier de la promotion dans l'artillerie en entrant à cette école, et est encore le premier à sa sortie, le 16 janvier 1819.
Il est placé dans le 3e régiment d'artillerie à cheval, passe lieutenant en premier au 1er régiment d'artillerie à cheval, le 7 juillet 1824, y est promu capitaine adjudant-major, le 2 février 1824, et est versé, comme adjudant-major, en 1829, dans le 2e régiment d'artillerie de nouvelle formation.
De 1824 à 1830, Marey présente, sur diverses branches de l'artillerie, un grand nombre de mémoires qui le font connaître dans son arme et lui valent l'amitié de plusieurs généraux distingués, particulièrement de son compatriote le lieutenant-général-comte Gassendi, auteur de l'Aide-Mémoire d'artillerie.

### Conquête de l'Algérie

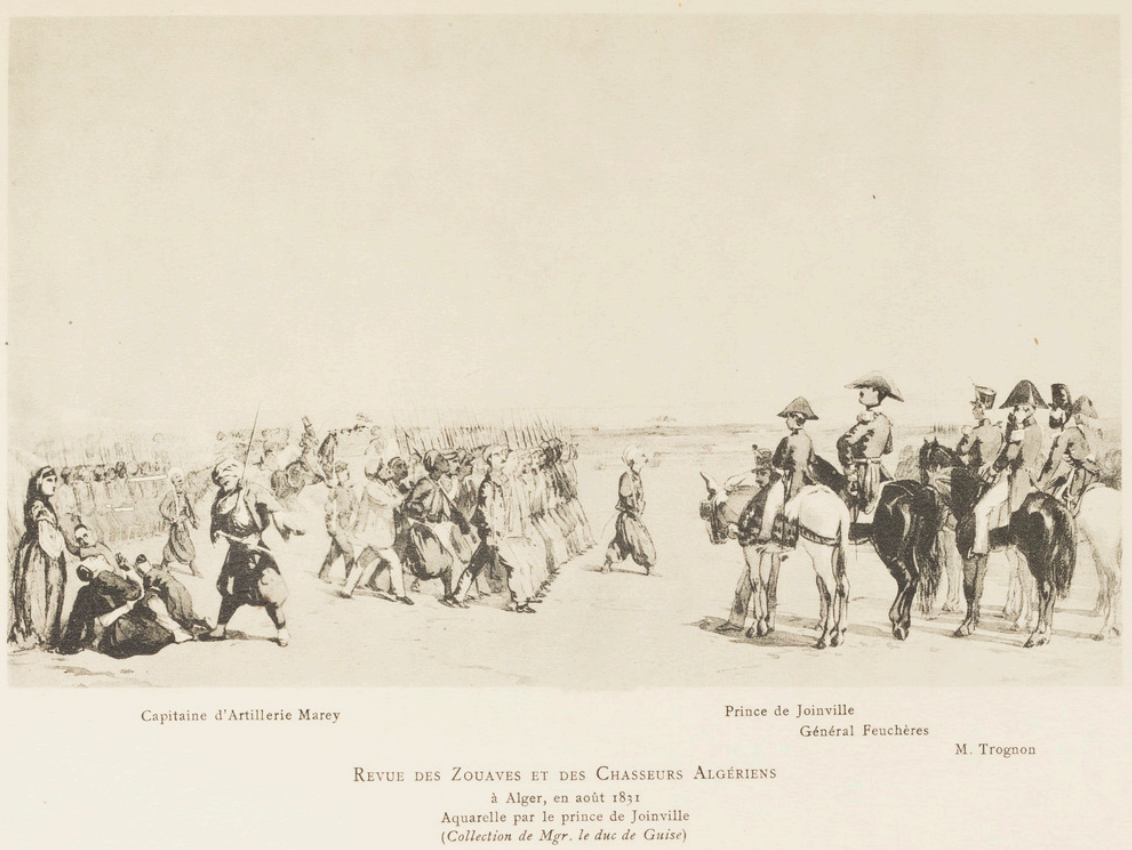
Revue des zouaves et des chasseurs algériens (zouaves à cheval) commandés par le capitaine Marey, en août 1831, par François d'Orléans, prince de Joinville et le général Feuchères.

En 1830, il est attaché à l'état-major du général de La Hitte, commandant l'artillerie de l'« armée d'expédition d'Alger (1830) », et de Sidi-Ferruch, Staouëli (18 et 29 juin), à l'attaque du fort l'Empereur et du fort Babazoun, ainsi qu'à la première expédition de Blida.
Le maréchal Clausel, charge le capitaine Marey-Monge de former deux escadrons de chasseurs algériens. Il est promu chef d'escadron provisoire de cavalerie, le 21 octobre 1830.
Il fait partie des expéditions dirigées sur Médéah par le maréchal Clauzel et le général Berthezène, en 1830 et 1831. Dans la dernière, les chasseurs algériens fournissent chez les « Ouaras » (ou « Ouahras ») une charge brillante, dans laquelle le commandant Marey pénètre le premier au milieu des ennemis, et abat d'un coup de sabre un de leurs chefs.
Ils prennent une part très active dans les nombreux combats qui suivent; le commandant Marey y est blessé, cité deux fois à l'ordre de l'armée, et fait chevalier de la Légion d'honneur, le 14 septembre 1831,.
À la fin de 1831, les chasseurs algériens sont, par suite d'organisation, versés dans le 1er régiment de chasseurs d'Afrique. Dans ce nouveau corps, plusieurs occasions font remarquer le commandant Marey, entre autres le combat de Boufarik, où, le colonel ayant été blessé, a à diriger les charges de 300 de ces braves cavaliers ; 400 arabes sont sabrés et 2 drapeaux sont pris. Le commandant Marey et un autre officier prennent l'un de ceux-ci en fondant les premiers sur l'infanterie ennemie et en sabrant celui qui le porte. Cet étendard est aux Invalides ; un fac-similé de ce monument de la victoire se trouvait à Pommard (Côte-d'Or), chez sa mère ; un autre se trouvait chez lui-même, mêlé à ses trophées et à ses armures.
Marey est cité à l'ordre de l'armée cette même année 1831 pour sa conduite dans l'affaire de l'Ouaza, où il reçoit un coup de feu dans les reins.
Le 14 mars 1832, il est nommé chef d'escadron au 1er régiment de chasseurs d'Afrique, dans lequel on a incorporé les chasseurs algériens, pour prendre rang du jour de son élévation provisoire au même grade.

#### Agha et spahis
En 1833, il écrit deux mémoires sur l'Algérie qui lui valent les éloges du maréchal Soult, ministre de la Guerre. Il y propose notamment plusieurs organisations qui sont réalisées, telles que la formation des spahis réguliers et auxiliaires et l'institution d'aghas français chargés du service concernant les tribus arabes.
Le 17 septembre 1834, il est nommé lieutenant-colonel, et chargé de l'organisation des spahis réguliers et auxiliaires d'Alger.
Grâce à sa connaissance de la langue arabe, il reçoit la même année le commandement politique, militaire et administratif des tribus dépendantes d'Alger, avec le titre d'agha ; position qui le place sous les ordres directs du gouverneur.
Bientôt les spahis réguliers d'Alger présentent un effectif de 600 cavaliers, et les auxiliaires de 350. Les premiers font un service très actif ; toujours en présence de l'ennemi dans les opérations militaires et pour le maintien de la sûreté des tribus, ils acquièrent, au prix de sacrifices, une haute réputation dans l'armée ; des spahis réguliers sont formés à leur instar, à Oran et à Bône ; l'ensemble s'élève à 14 escadrons.
Le lieutenant-colonel Marey, comme commandant les spahis et comme agha, prend une très grande part à presque toutes les opérations militaires de la division d'Alger dans la période de 1834 à 1837 ; il dirige lui-même, un grand nombre d'expéditions, est blessé une seconde fois, le 8 janvier 1835, d'un coup de feu à la poitrine, côté gauche, dans un combat « Désastre de la Macta » contre les Hadjoutes en 1835, cité huit fois à l'ordre de l'armée, nommé officier de la Légion d'honneur le 14 août 1835, et enfin nommé colonel le 31 mars 1837.
Sur sa demande, il démissionne, le 23 avril 1837, de ses fonctions d'agha, exercées à partir du 20 novembre 1834, sous les gouvernements généraux de Drouet, comte d'Erlon, Clausel, et Damrémont. Un ordre spécial de l'armée atteste de la reconnaissance de ses mérites et de la conduite exemplaire qui a caractérisé sa gestion.

#### Retour en France
En 1839, la paix établie en Algérie, le colonel Marey demande à rentrer en France, et est nommé, le 18 août 1839, au commandement du 1er régiment de cuirassiers. 
Il publie un mémoire remarquable sur les armes blanches, imprimé à Strasbourg, en 1841, chez G.Silbermann, qu'il envoie au ministère avec un grand nombre de modèles, et dans lequel il donne les moyens de reconnaître les qualités et les défauts caractérisant les formes des armes des différents peuples, comme aussi les formes attribuant aux armes les qualités qu'on désire.

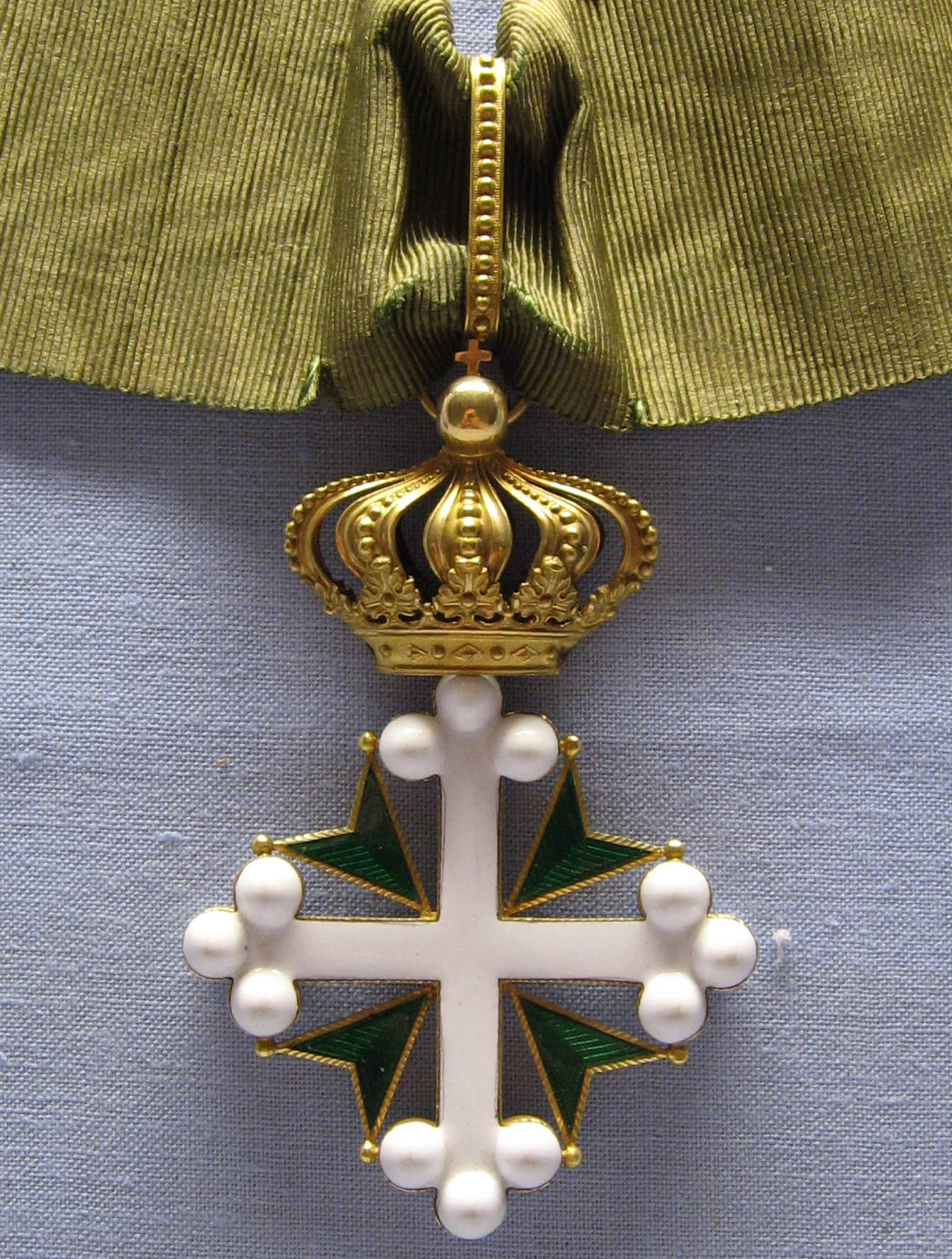
Croix de commandeur de l’ordre des Saints-Maurice-et-Lazare. La croix tréflée blanche est celle de l’ordre de Saint-Maurice. La croix verte est celle de l’ordre de Saint-Lazare.

Le général Marey-Monge est envoyé, au mois de septembre 1839, au camp des troupes sardes près de Turin pour assister à ses grandes manœuvres, par ordre du maréchal duc de Dalmatie, ministre des Affaires étrangères. Il reçoit, à cette occasion, du roi Charles-Albert, les insignes de commandeur de l'ordre royal des SS. Maurice et Lazare, qu'il est autorisé à accepter et à porter, par décision royale du 4 décembre 1845.

#### Seconde campagne en Algérie
Quand la guerre reprend en Algérie, il demande à y prendre part ; il obtient, le 3 octobre 1841, le commandement du 2e régiment de chasseurs d'Afrique. C'est le moment le plus actif des opérations militaires dans la division d'Oran où il se trouve. Pendant dix-huit mois, sans discontinuer, il commande la cavalerie des colonnes ; il prend part à de très nombreuses expéditions, est cité honorablement après celle de Mostaganem, à Blida, par le gouverneur.
Il publie un mémoire sur la première expédition de Laghouat. Ce mémoire est imprimé à Alger, chez Bourget, en 1846. Il est promu général de brigade en récompense de ses services, le 9 avril 1843, et, en cette qualité, il est mis à la disposition du gouverneur général de l'Algérie. Il est promu commandeur de la Légion d'honneur le 23 février de la même année.
Après une courte mission à Tunis, il reçoit le commandement de la subdivision de Médéah, où il succède à au duc d'Aumale. Dans la subdivision de Médéah, qui a 500 km de longueur, et comprend les hautes montagnes, il affermit la soumission avec peu de troupes. Il dirige avec succès, en octobre 1843, une expédition d'un mois dans les montagnes difficiles du Dora, et complète la soumission de la province de Titteri.
C'est lui qui propose l'organisation de corps montés sur des chameau.
Le rôle du général Marey-Monge en Algérie est  considérable. Il parle très bien l'arabe, et a su acquérir la confiance des musulmans par la langue, par son équité envers eux, par sa connaissance parfaite de leurs besoins et de leurs mœurs. Ses idées sur l'Algérie ont toutes été remarquables par leur justesse et leurs côtés pratiques, et il rend  à la colonie des services comme conciliateur, pacificateur et civilisateur du pays. Il est si estimé des chefs arabes, qu'il obtient d'eux, sans coup férir, par la persuasion, une foule de résultats précieux.
Pendant qu'il commande la subdivision de Médéah, il a, durant l'arrivée de Mgr Pavy, évêque d'Alger, une occasion d'inaugurer publiquement la religion catholique dans cette région. Le général Marey-Monge est le « premier civilisateur de Médéah » : il a constitué l'existence politique, fait lever le plan, dresser l'historique, classer les archives stratégiques de cette place, il y exerçe une vaste influence de colonisation. C'est lui qui plante aussi les premières vignes sur les montagnes de Médéah. « Un guerrier bourguignon ne pouvait pas faire moins ». Ses essais en viticulture, dans sa subdivision, sont heureux, et l'on récolte par la suite beaucoup de vin blanc surtout, dans la campagne de Médéah.
Il se trouve, en Algérie, des « esprits faux » qui lui reprochent de s'être complètement identifié avec les mœurs indigènes.

### Deuxième République française
Le 12 juin 1848, Marey-Monge est nommé général de division, maintenu à la disposition du gouverneur général de l'Algérie, et, le 20 du même mois, devient gouverneur général par intérim. Dans ce poste suprême il éprouve certaines difficultés à cause des troubles qui secouent le territoire.
Le 12 septembre de la même année, il est appelé à Paris pour y recevoir les ordres du chef du pouvoir exécutif, le général Eugène Cavaignac, aussitôt après avoir remis le commandement à son successeur. Le 22 septembre 1848, il cesse donc les fonctions de gouverneur général intérimaire de l'Algérie.
Rentré en France et mis en disponibilité le 24 septembre, il est mis, le 4 novembre 1848, à la tête de la 5e division de l'armée des Alpes, dont le quartier général est à Dijon. Il profite de son séjour dans la capitale de sa province et de son département pour offrir  en janvier 1849 au muséum d'histoire naturelle de cette cité dix-sept dépouilles curieuses d'animaux d'Algérie, entre autres une peau de mouflon à manchettes, dont il n'existe alors que deux échantillons en Europe, aux galeries de Londres et de Paris. 
Quand une partie des troupes qui composent la 5e division de l'Armée des Alpes se réunit à Bourges, à l'époque du grand procès politique pendant devant le Haute Cour nationale, il en garde le commandement et parvient, à Bourges, comme il l'avait fait à Dijon, à maintenir la discipline dans l'armée et l'ordre dans le pays par son dévouement, son intelligence et sa fermeté. Il suit sa division à Mâcon, à Chalon-sur-Saône, qui a arboré le drapeau rouge, où il déploie beaucoup d'énergie et rend d'éminents services dans l'affaire du désarmement de la garde nationale ; il prend ensuite le commandement des troupes qui lui sont confiées, dans le département du Haut-Rhin, jusqu'au licenciement de cette Armée des Alpes. Il est nommé inspecteur général, pour 1849, du 19e arrondissement d'infanterie le 18 juin.
Il reçoit l'ordre de se rendre à Strasbourg pour y prendre provisoirement le commandement de la 6e division militaire le 30 septembre 1849, tout en conservant son propre commandement. Le 13 février 1850, il reçoit le commandement de la 20e division militaire, à Clermont-Ferrand, et passe, par décret du 22 avril 1851, à celui de la 5e, dont le quartier général est à Metz, succédant au général Randon, nommé ministre de la Guerre. Le 7 juin de la même année, il est investi, pour 1851, des fonctions d'inspecteur général du 10e arrondissement de cavalerie. Le 12 décembre de la même année (1851), le prince Louis-Napoléon, alors président de la République française, lui confère la dignité de grand officier de la Légion d'honneur.

### Second Empire
En 1852, à l'époque de l'inauguration du chemin de fer, section de Metz à Forbach, il est chargé par le gouvernement d'aller complimenter, à Sarrebruck, le roi de Bavière, qui, le 23 octobre, lui confère la dignité de grand-croix de l'ordre bavarois de Saint-Michel, qu'un décret impérial, du 10 janvier 1853, l'autorise à accepter et à porter. Dans l'été de cette même année 1853, il reçoit la visite du maréchal Saint-Arnaud, ministre de la guerre, qui lui adresse les plus grands éloges sur la bonne tenue de la 5e division militaire.
En 1857, désigné pour prendre part à l'expédition de Kabylie, il devient ensuite inspecteur général de la cavalerie.
Comte de Péluse en 1859, et grand-croix de la Légion d'honneur le 7 août de la même année, il est admis dans le cadre de réserve de l'état-major en 1861, puis nommé sénateur le 7 mai 1863. 
Il meurt un mois plus tard le 15 juin 1863 à Pommard.
Il a offert à Beaune le drapeau du dey d'Alger, pièce magnifique et curieuse, qui orne la bibliothèque publique de la cité.
Le général Marey-Monge compte parmi les plus grands propriétaires de vignes fines de la Bourgogue de son époque. Il possède des vignobles à Nuits, à Beaune, etc.

## Titre
- Une ordonnance royale, du 10 décembre 1840, autorise le général, alors colonel Marey, et ses frères, à marier à leur nom celui de leur aïeul maternel, l'illustre Gaspard Monge[7].
- Il est autorisé en 1859 à porter le titre de comte de Péluse qui avait appartenu à Gaspard Monge[9].

## Distinctions
- Légion d'honneur[3] :
  - Chevalier (14 septembre 1831) ;
  - Officier (14 août 1835) ;
  - Commandeur (23 février 1843) ;
  - Grand officier (12 décembre 1851) ;
  - Grand-croix de la Légion d'honneur (7 août 1859) ;

 Royaume de Sardaigne
- Commandeur de l'ordre royal des SS. Maurice et Lazare (septembre 1839[7], autorisé à accepter et à porter les insignes par décision royale du 4 décembre 1845[7]) ;

 Royaume de Bavière
- Grand-croix de l'Ordre de Saint-Michel (23 octobre 1852[7], autorisé à accepter et à porter les insignes par décret impérial du 10 janvier 1853[7]) ;

## Armoiries
| Figure | Blasonnement |
|        | Armes de la famille Marey D'azur, à un mât de vaisseau d'or, avec ses cordages, accosté de deux raies du même. Armes parlantes (mât + raie = Marey ). |
|        | Armes de Marey-Monge, comte de Péluse Écartelé : au 1, d'azur, à un sabre d'argent ; au 2, d'or, à un palmier de sinople, terrassé du même, au franc-quartier d'azur au miroir arrondi d'or, le manche accolé d'un serpent d'argent se mirant dans la glace (Monge de Péluse) ; au 3, d'or, à un dextrochère de gueules, tenant un drapeau arabe de sinople à la fasce de gueules ch. de caractères arabes ; au 4, d'azur, à un mât de vaisseau d'or, avec ses cordages, accosté de deux raies du même (de Marey ). |

## Publications
- Notes sur la régence d'Alger (1834) ;
- Mémoire sur les armes blanches (1841) ;
- Une traduction des Poésies d'Abd el-Kader, sur les règlements militaires (1848).